# St. Dionysius (Baumberg)

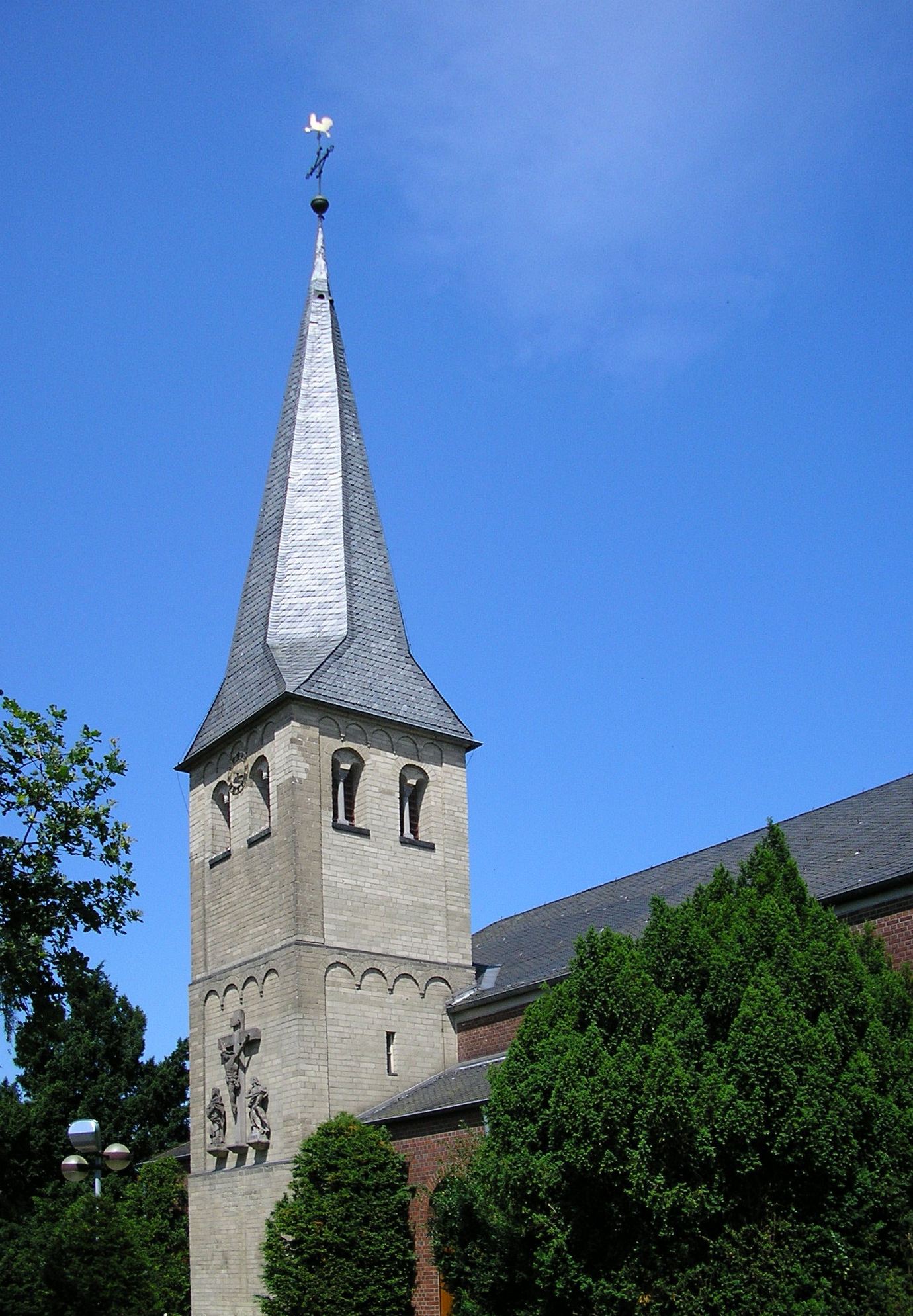
St. Dionysius, Blick zum romanischen Turm

St. Dionysius ist die römisch-katholische Kirche des Monheimer Stadtteils Baumberg im Kreis Mettmann in Nordrhein-Westfalen.

## Geschichte
St. Dionysius war ursprünglich eine von St. Gereon in Monheim abhängige Kapelle aus dem 12. Jahrhundert. Aus der Anfangszeit stammt heute noch der um 1230 entstandene, schlanke romanische Turm, ein dreigeschossiger Tuffsteinbau. Er besitzt im obersten Geschoss einen Rundbogenfries und je zwei Doppelfenster mit Knospenkapitälen. An der Westseite befindet sich eine barocke Kreuzigungsgruppe aus der ersten Hälfte des 18. Jahrhunderts mit Darstellungen von Christus, Maria und Johannes, die der Kunsthistoriker Paul Clemen als „derb“ bezeichnete.
Im Jahr 1884 wurde durch den Franziskanerbruder Paschalis Gratze ein dreischiffiger Neubau unter Beibehaltung des alten Turmes errichtet, 1891 erfolgte die Abpfarrung von Monheim. 1958 bis 1960 wurde dieser Bau durch eine neue Kirche wiederum unter Beibehaltung des Turmes ersetzt.
Im Jahr 2018 erlitt das Familienzentrum der Kirche Überschwemmungsschaden. Folglich werden im Moment umfangreiche Baumaßnahmen unternommen, um den Wasserschaden zu beseitigen, nebenbei wird das Familienzentrum auch baulich erweitert.

## Orgel

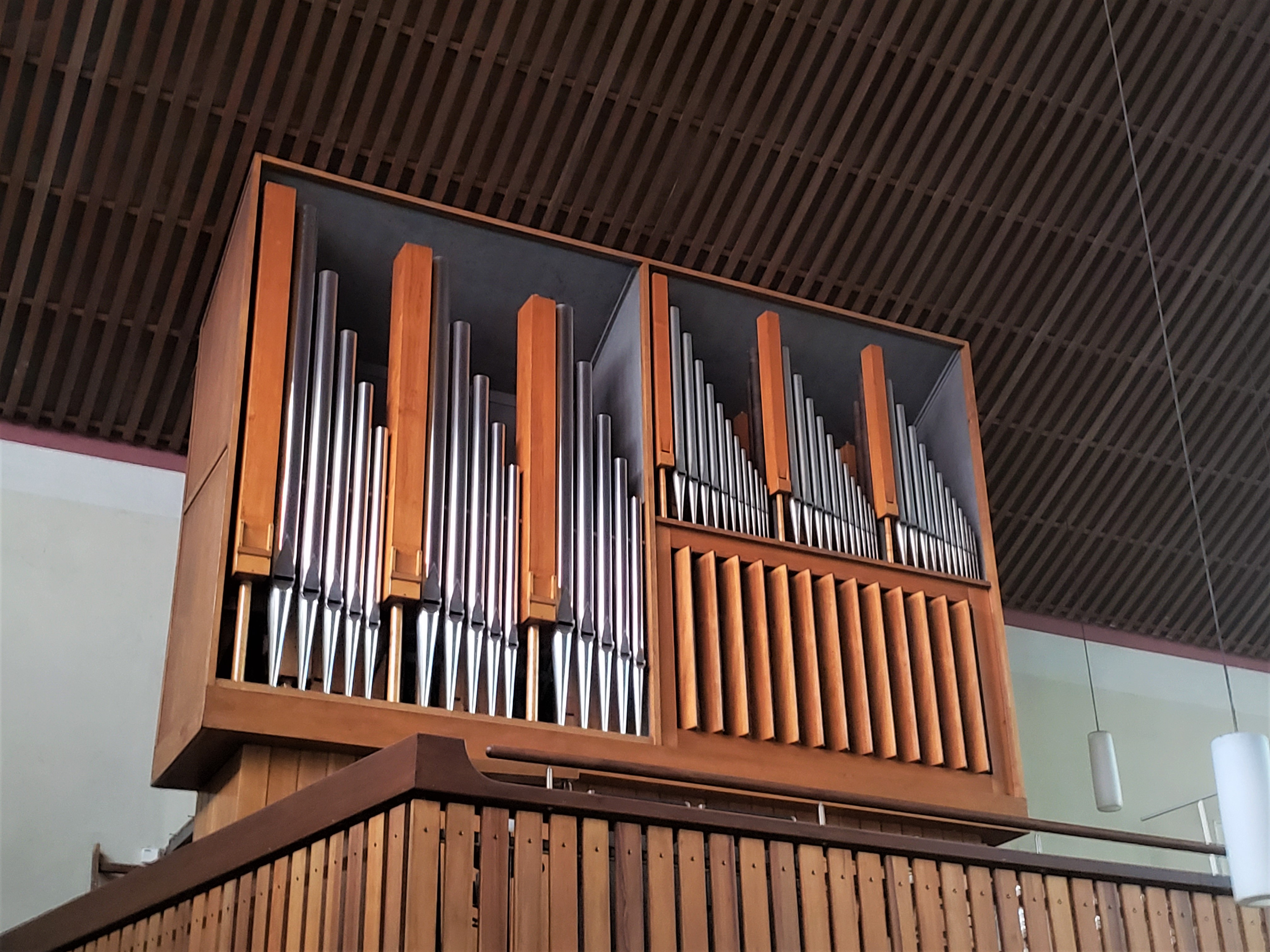
Klais-Orgel in der Kirche

Die Orgel wurde 1961 von Johannes Klais Orgelbau als Opus 1218 gebaut und umfasste 16 Register auf zwei Manualen und Pedal. Durch die Firma TastenReich Orgelbau wurde 2016 eine Umdisponierung und Erweiterung vorgenommen. Die drei neuen Register auf elektrischen Zusatzladen können von jedem Werk angespielt werden, teils in oktavierter Lage. Die Disposition lautet wie folgt:
| I Hauptwerk C–g3 |       |
| Praestant (ab c) | 16′   |
| Principal        | 8′    |
| Rohrflöte        | 8′    |
| Salicional       | 8′    |
| Octave           | 4′    |
| Quintade         | 4′    |
| Quinte (ab c)    | 2 ⁄3′ |
| Superoctave      | 2′    |
| Mixtur IV        |       |
| Bombarde         | 16′   |
| Trompete         | 8′    |

| II Schwellwerk C–g3 |        |
| Principal           | 8′     |
| Gedackt             | 8′     |
| Holzflöte           | 4′     |
| Quinte (ab c)       | 2 ⁄3′  |
| Flöte               | 2′     |
| Terz (ab c)         | 1 3⁄5′ |
| Rohrschalmey        | 8′     |
| Bombarde            | 16′    |
| Trompete            | 8′     |
| Tremolo             |        |

| Pedal C–f1  |     |
| Subbaß      | 16′ |
| Octavbass   | 8′  |
| Pommer      | 8′  |
| Choralbass  | 4′  |
| Choralflöte | 4′  |
| Bombarde    | 16′ |
| Trompete    | 8′  |
| Clairon     | 4′  |

- Koppeln: II/I, I/P, II/P